# Lucky Strike Designer Award
 (février 2023).
Si vous disposez d'ouvrages ou d'articles de référence ou si vous connaissez des sites web de qualité traitant du thème abordé ici, merci de compléter l'article en donnant les références utiles à sa vérifiabilité et en les liant à la section « Notes et références ».
Le Lucky Strike Designer Award est un ancien prix de design parmi les plus prestigieux d'Allemagne. Décerné de 1991 à 2012 par la Raymond Loewy Foundation, il récompensait chaque année une personnalité pour son œuvre ou pour sa carrière dans le domaine du design.
Le Lucky Strike Designer Award couvrait l'ensemble des domaines de design (mobilier, automobile, mode...). Il était doté d'une récompense de 50 000 €.
La Raymond Loewy Foundation décerne aussi chaque année depuis 1992 le Lucky Strike Junior Designer Award à un jeune designer. Ce prix est encore attribué en 2022.

## Palmarès
| Année | Designer                      | Activité                            |
| ----- | ----------------------------- | ----------------------------------- |
| 1991  | Hartmut Esslinger             | Designer industriel                 |
| 1992  | Richard Sapper                | Designer industriel et mobilier     |
| 1993  | Karl Lagerfeld                | Styliste, couturier, photographe    |
| 1994  | Rolf Fehlbaum                 | Président de l'entreprise Vitra     |
| 1995  | Kurt Weidemann                | Graphiste, typographe               |
| 1996  | Peter Lindbergh               | Photographe de mode                 |
| 1997  | Bruno Sacco                   | Designer automobile (Mercedes-Benz) |
| 1998  | Tom Schönherr et Andreas Haug | Designers industriels               |
| 1999  | Donna Karan                   | Styliste, couturier                 |
| 2000  | Ingo Maurer                   | Designer de dispositifs lumineux    |
| 2001  | Michael Ballhaus              | Directeur de la photographie        |
| 2002  | Patrick le Quément            | Designer automobile (Renault)       |
| 2003  | Kenji Ekuan                   | Designer industriel                 |
| 2004  | Philippe Starck               | Design industriel et mobilier       |
| 2005  | John Maeda                    | Graphiste, designer interactif      |
| 2006  | Ferran Adrià                  | Cuisinier                           |
| 2007  | Dieter Rams                   | Design industriel et mobilier       |
| 2008  | Ken Adam                      | Décorateur de cinéma                |
| 2009  | Stefan Sagmeister             | Typographe et designer graphique    |
| 2010  | Paola Antonelli               | Conservatrice au MoMA               |
| 2011  | Marc Newson                   | Designer                            |
| 2012  | Hussein Chalayan              | Styliste                            |